# Aquilegia einseleana
Aquilegia einseleana je druh rostliny z čeledi pryskyřníkovité (Ranunculaceae).

## Popis
Jedná se o vytrvalou rostlinu dorůstající nejčastěji výšky 15–40 cm s krátkým silným oddenkem. Lodyha je přímá, chudě větvená, zpravidla žláznatě pýřitá. Přízemní listy jsou dlouze řapíkaté, složené, trojčetné, lístky trojdílné a tupě zubaté. Lodyžní listy jsou s kratšími řapíky, nejvyšší pak přisedlé, nejvyšší až jednoduché. Květy jsou na dlouhých stopkách v řídkém vrcholičnatém květenství, většinou na jedné rostlině nejvýše 3 a často je květ jen jediný, jsou většinou modrofialové barvy, jen asi 2,5–3, zřídka až 4 cm v průměru. Kališních lístků je 5, jsou petaloidní (napodobující korunu), zbarvené modrofialově, nejčastěji 15–20 (zřídka až 25) mm dlouhé a 7–9 mm široké. Korunních lístků je taky 5, stejné barva jako kališní, jsou kornoutovitého tvaru na bázi s ostruhou, která je rovná nebo slabě zakřivená, asi 1 cm dlouhá a kde jsou nektária. Kvete v červnu až v červenci. Tyčinek je mnoho, jsou nahloučené ve svazečku, vnitřní jsou sterilní. Gyneceum je apokarpní, pestíků je nejčastěji 5. Plodem je měchýřek. Měchýřky jsou uspořádány do souplodí. Počet chromozomů je 2n=14.

## Rozšíření
Aquilegia einseleana je endemitem jižních až východních Alp. Najdeme ho zpravidla na vápnitém substrátu v subalpínském stupni. V České republice ani na Slovensku neroste.